# Serdobsk
Serdobsk (en russe : Сердобск) est une ville de l'oblast de Penza, en Russie, et le centre administratif du raïon de Serdobsk. Sa population s'élevait à 34 504 habitants en 2013.

## Géographie
Serdobsk est située sur la rivière Serdoba, dans le bassin du Don, à 97 km — 129 km par la route — au sud-est de Penza.

## Histoire
Serdobsk était connue en 1699 comme la sloboda Serdobinskaïa (Сердобинская слобода). À partir du milieu du XVIIIe siècle, elle était connue comme Bolchaïa Serdoba (Больша́я Сердоба). Elle reçut le statut de ville en 1780 et fut renommée Serdob (Сердоб) ; son nom fut plus tard transformé en Serdobsk.

## Population
La situation démographique de Serdobsk s'est dégradée au cours des années 1990. En 2001, son solde naturel accusait un déficit de 10,9 pour mille, avec un faible taux de natalité de 7,5 pour mille et un fort taux de mortalité de 18,4 pour mille.
Recensements (*) ou estimations de la population
| 1859  | 1897* | 1926*  | 1939*  | 1959*  | 1970*  |
| ----- | ----- | ------ | ------ | ------ | ------ |
| 5 231 | 7 381 | 11 220 | 12 807 | 26 119 | 33 783 |

| 1979*  | 1989*  | 2002*  | 2010*  | 2012   | 2013   |
| ------ | ------ | ------ | ------ | ------ | ------ |
| 39 936 | 43 518 | 37 738 | 35 393 | 34 900 | 34 504 |

## Religion
La cathédrale Saint-Michel-Archange de Serdobsk est devenue depuis 2012 le siège de l'éparchie de Serdobsk de l'Église orthodoxe russe.

## Personnalités
- Paul Jablochkoff (1847-1894), ingénieur inventeur
- Nikolaï Ichoutine (1840-1879), révolutionnaire